# Villahán
Villahán ist ein Ort und eine nordspanische Gemeinde (municipio) mit nur noch 99 Einwohnern (Stand: 2024) in der Provinz Palencia der Autonomen Gemeinschaft Kastilien-León.

## Lage und Klima
Der Ort Villahán liegt ca. 10 km südlich des Río Arlanza in der altkastilischen Meseta in einer Höhe von ca. 795 m. Die Provinzhauptstadt Palencia befindet sich gut 42 km (Fahrtstrecke) westlich; die Städte Burgos und Valladolid sind ca. 60 km in nordöstlicher bzw. knapp 80 km in südwestlicher Richtung entfernt. Das Klima im Winter ist kühl, im Sommer dagegen trotz der Höhenlage gemäßigt bis warm; Niederschläge (ca. 485 mm/Jahr) fallen überwiegend im Winterhalbjahr.

## Bevölkerungsentwicklung
| Jahr      | 1857 | 1900 | 1950 | 2000 | 2018 |
| Einwohner | 631  | 614  | 595  | 140  | 104  |

Der seit der Mitte des 20. Jahrhunderts festzustellende deutliche Bevölkerungsrückgang ist im Wesentlichen auf die Mechanisierung der Landwirtschaft sowie auf die Aufgabe von bäuerlichen Kleinbetrieben und den daraus resultierenden Verlust von Arbeitsplätzen zurückzuführen (Landflucht).

## Wirtschaft
In früheren Zeiten lebten die Bewohner des Ortes wie der gesamten Region nahezu ausnahmslos als Selbstversorger von den Erträgen ihrer Felder und Hausgärten; auch Weinbau und Viehzucht wurden betrieben. Im Ort selbst haben sich bereits vor Jahrhunderten auch Kleinhändler, Handwerker und Dienstleister aller Art niedergelassen, die jedoch wegen des enormen Bevölkerungsschwundes ihr Geschäft aufgegeben haben. Villahán gehört heute zum Weinbaugebiet Arlanza (D.O.).

## Geschichte

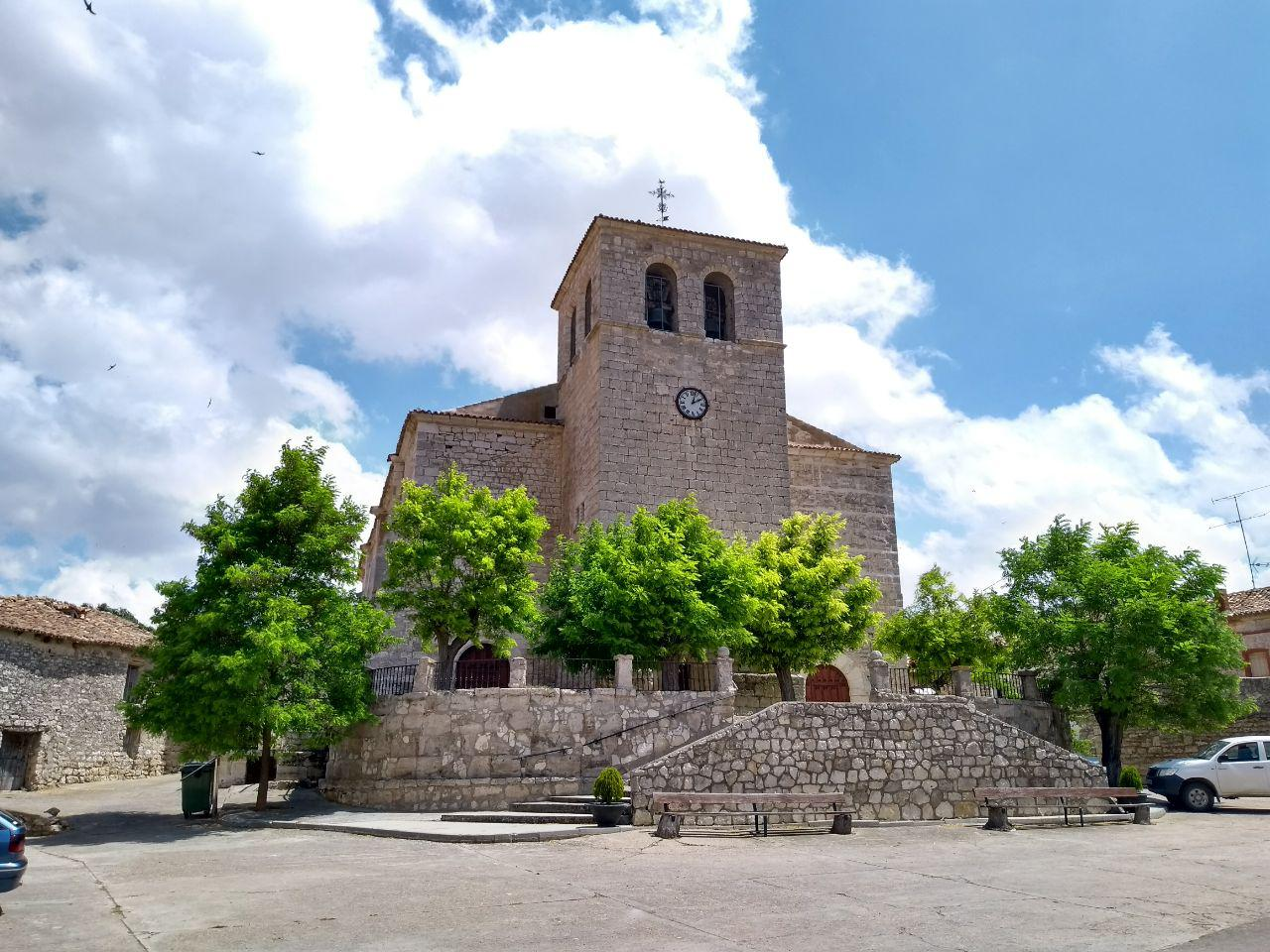
Villahán – Iglesia de San Andrés

Der Name des Ortes lässt auf die Existenz eines – bislang jedoch nicht entdeckten – gallorömischen Landgutes (villa rustica) schließen. Aus westgotischer und selbst aus maurischer Zeit fehlen schriftliche oder archäologische Zeugnisse. Im ausgehenden 9. Jahrhundert wurde die Gegend unter der Führung des asturischen Königs Alfons III. zurückerobert. Später war die Geschichte des Ortes eng verknüpft mit der des nur ca. 9 km nördlich gelegenen Ortes Palenzuela. Im 15. Jahrhundert entstand das Verwaltungsgebiet der Merindad de Cerrato mit Palenzuela als Hauptort.

## Sehenswürdigkeiten
Die aus exakt behauenen Steinen gemauerte Iglesia de San Andrés entstand in der zweiten Hälfte des 16. Jahrhunderts. Der Glockenturm (campanario) ragt mittig aus der schmucklosen Mauerflucht der Kirche heraus. Drei schmucklose Portale führen in das dreischiffige und von Pfeilern gestützte Innere der Kirche; die im Stil des klassizistischen Barock gefertigten Altäre (retablos) stammen aus dem 18. Jahrhundert.